# Yam Madar

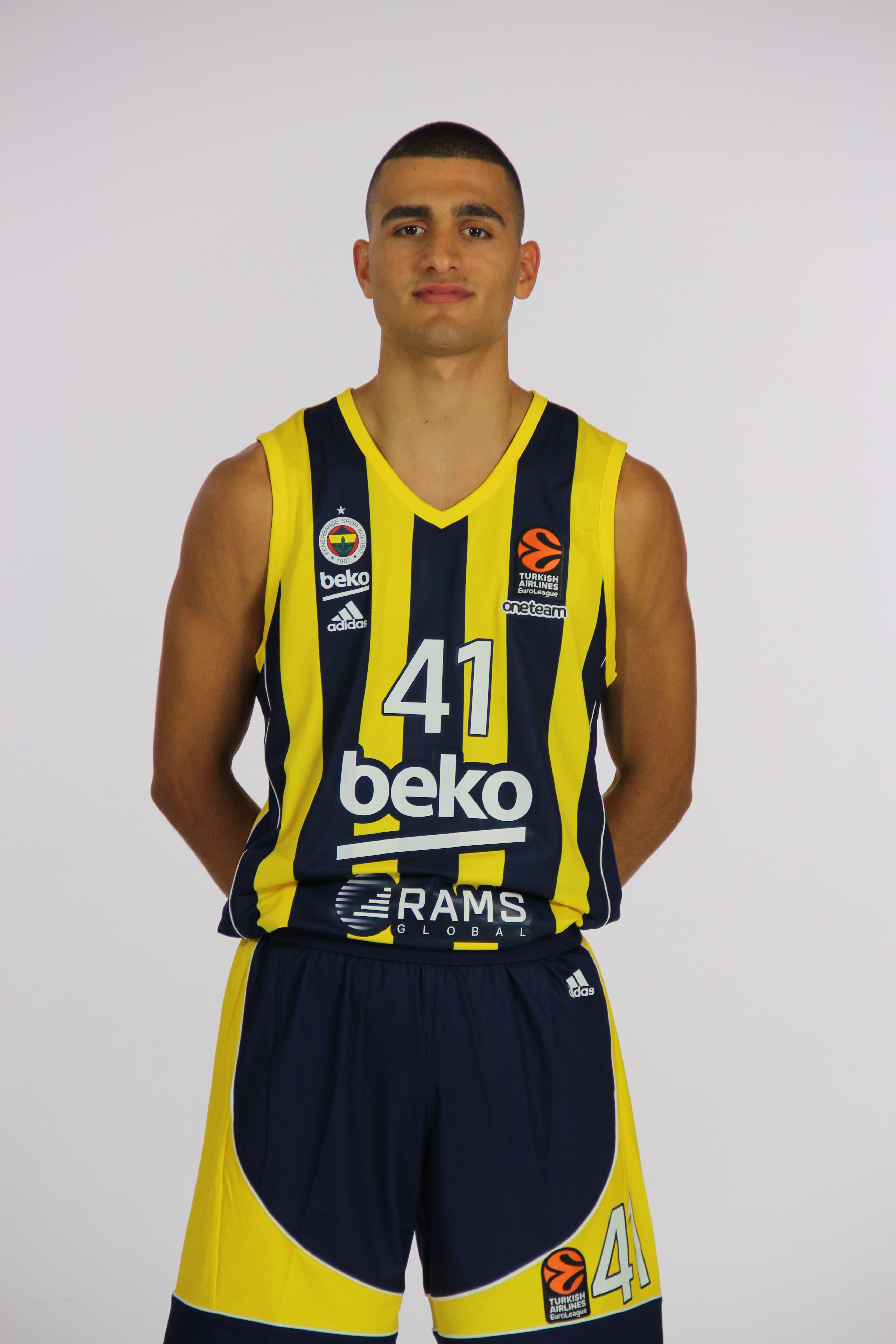
Yam Madar con el Fenerbahçe Beko en 2023

Yam Madar (Beit Dagan; 21 de diciembre de 2000) es un baloncestista israelí que pertenece a la plantilla del Hapoel Tel Aviv B.C. de la Ligat ha'Al. Con 1,90 metros de estatura, juega en la posición de base.

## Trayectoria deportiva

### Primeros años
Yam Madar nació en Beit Dagan en una familia de judíos mizrajíes. Su padre, Zohar Madar, fue alcalde de la ciudad en la que nació. Comenzó a jugar en el equipo local del Maccabi Beit Dagan, y posteriormente pasó a las categorías inferiores del Hapoel Tel Aviv.

### Profesional
El 24 de junio de 2018, Madar firmó un contrato de cuatro años con el Hapoel Tel Aviv. El 21 de septiembre de ese mismo año hizo su debut con el equipo en la ronda de calificación de la Liga de Campeones ante el Spirou Charleroi belga, disputando 15 minutos saliendo desde el banquillo.
El 26 de julio de 2020 fue galardonado con el premio al jugador más mejorado de la Ligat ha'Al, siendo el jugador más joven hasta la fecha en recibir dicho galardón.
Fue elegido en la cuadragésimo séptima posición del Draft de la NBA de 2020 por los Boston Celtics, pero optó por seguir una temporada más en su equipo.
El 20 de agosto de 2021 firmó con el KK Partizan de la ABA Liga.
El 16 de julio de 2024 firmó con el Bayern de Múnich de la Basketball Bundesliga,  pero se desvinculó del 28 de noviembre, fecha en la que firmó su regreso al Hapoel Tel Aviv.

### Selección nacional
Tras pasar por las selecciones sub-18 y sub-20, logrando con esta última el Campeonato europeo en 2019 y siendo incluido junto con su compatriota Deni Avdija en el mejor quinteto del torneo, en febrero de 2019 debutó con la selección absoluta de Israel en la clasificación para el Europeo de 2021, promediando 7,2 puntos en cuatro partidos.
En septiembre de 2022 disputó con el combinado absoluto israelí el EuroBasket 2022, finalizando en decimoséptima posición.